# 赤坂卓也
赤坂卓也（あかさか たくや、1968年8月7日）は、日本国の元外務官僚。現在、文部科学省日本ユネスコ国内委員会事務局にて非常勤として勤務。

## 経歴

### 学歴
慶応義塾大学卒業
創価大学大学院文学研究科人文学専攻博士前期課程中退

### キャリア
大学卒業後、日本貿易振興会（現JETRO）に就職。退職後、OECD首席調査官を経て2009年に外務省入省。主に人材育成に係る業務に携わる。領事局海外邦人安全課勤務を経て2016年から2018年まで法務省に出向。後の2018年3月に退官。
領事局海外邦人安全課勤務時代には、邦人保護に係る交渉官を担当。2015年5月中国遼寧省と浙江省にて「スパイ行為」にかかわった疑いで日本人男性2人が相次いで中国当局に拘束された事件に対し、中国入りし首席交渉官として従事。

### その後
退官後、大鳳会正会員として人材育成活動に専念し多くの官僚を輩出している。